# Дюблевщина
Дюблевщина (біл. вёска Дзюблеўшчына) — село в складі Молодечненського району Мінської області, Білорусь. Село підпорядковане Радошковицькій сільській раді, розташоване в центральній частині області.

## Історія
З 1793 після другого розділу Речі Посполитої Дюблевщина, як і вся Вілейщина, входила до складу Російської імперії, був утворений Вілейський повіт у складі спочатку Мінської губернії, а з 1843 - Віленської губернії.
У 1921–1945 роках маєток знаходилось у Польщі, у Вільнюськім воєводстві, Вілейського повіту, у гміні Костеневичі.

## Населення
- 1921 рік — 127 людини, 21 будинків[1]
- 1931 рік — 128 людини, 24 будинків[2].